# Emanuel Herrmann
Emanuel Alexander Herrmann (Klagenfurt am Wörthersee, 24 giugno 1839 – Vienna, 13 luglio 1902) è stato un economista austriaco.
È considerato l'ultimo decisivo in un gruppo internazionale di inventori della cartolina postale.

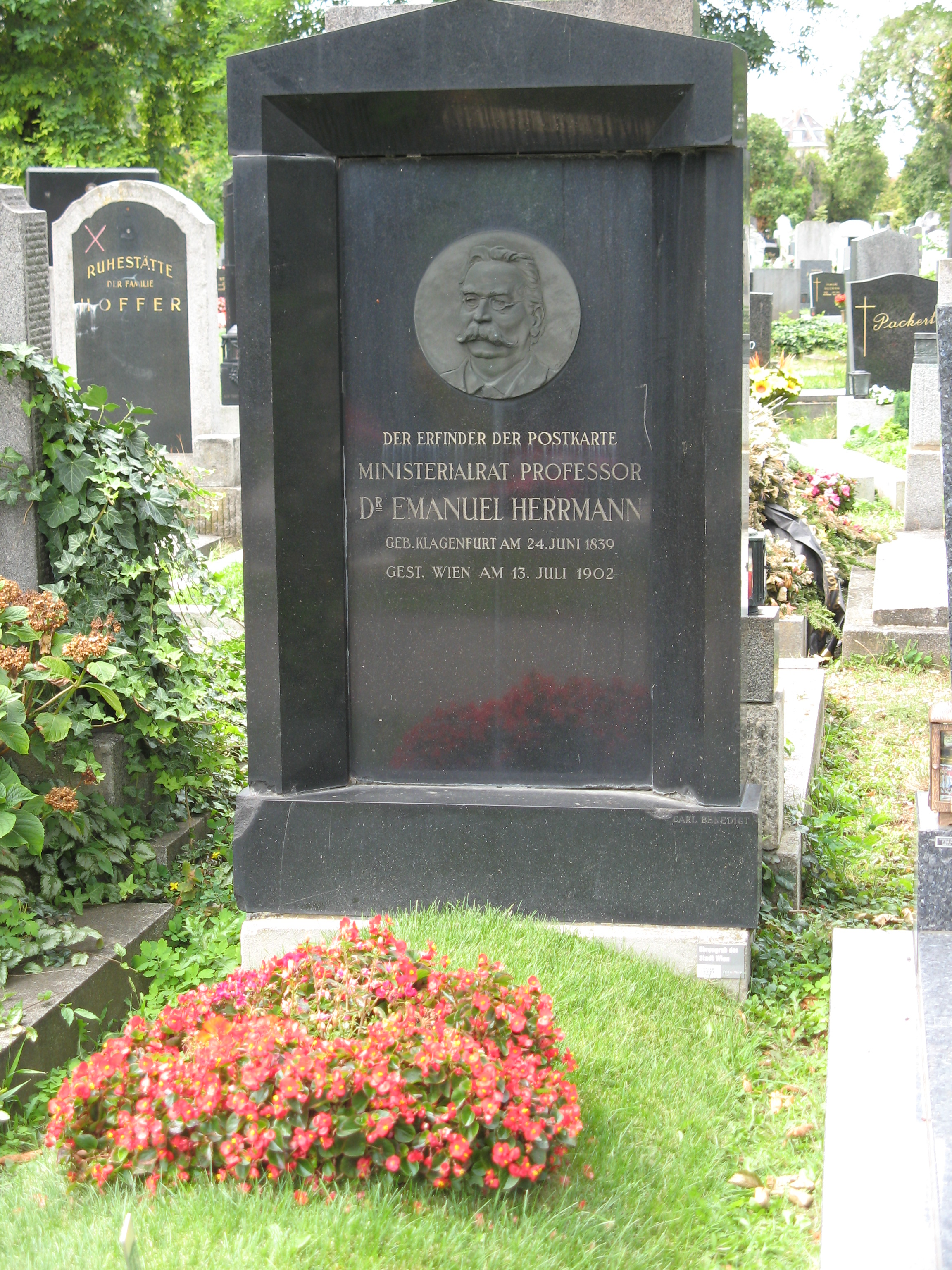
Tomba di Emanuel Herrmann. Iscrizione (in tedesco): "L'inventore della cartolina postale"

## Biografia
Dopo la laurea in giurisprudenza presso l'Università di Vienna, Emanuel Herrmann, figlio del Bezirkshauptmann (amministratore distrettuale) di Klagenfurt, entrò nella pubblica amministrazione presso il ministero del commercio austriaco e si qualificò per una carriera universitaria come " 'Privatdozent" nel campo dell'economia nazionale. Fu anche professore presso la rinomata Accademia militare Teresiana di Wiener Neustadt e dal 1882, per vent'anni, professore di economia nazionale presso Università tecnica di Vienna.

### Nascita della cartolina postale
Il 26 gennaio 1869 pubblicò un articolo sul principale giornale austriaco Neue Freie Presse, " Über eine neue Art des Korrespondenzmittels der Post", (cioè "A proposito di un nuovo mezzo di corrispondenza postale"), proponendo che tutte le carte formato busta, sia scritte che stampate, avrebbero dovuto essere ammesse come posta se contenevano non più di 20 parole tra cui indirizzo e firma del mittente e affrancate con un francobollo di 2-kreuzer. L'affrancatura regolare della lettera era di 5 kreuzer.
Il direttore generale delle poste dell'Impero austro-ungarico, Vincenz Baron Maly von Vevanovič, riprese l'idea e nel settembre 1869 la "Carta di corrispondenza" fu ufficialmente introdotta in Austria per ordine ministeriale. Dal 1 ottobre 1869 l'ufficio postale generale austriaco emetteva cartoline postali per messaggi molto brevi, che, con un'affrancatura di due "Neukreuzers" (nuovi kreuzer), dovevano essere consegnate in qualsiasi luogo all'interno della doppia monarchia, indipendentemente dalla distanza. Il massimo di 20 parole venne eliminato. Il fronte della "carta di corrispondenza" riportava l'indirizzo, il retro era riservato al messaggio; a parte l'aquila a due teste dell'Austria sul lato dell'indirizzo, o lo stemma ungherese nella metà ungherese della doppia monarchia, non c'erano immagini di alcun tipo.

### Un successo internazionale con i precursori
La novità di Herrmann suscitò molto scalpore all'estero: due riviste britanniche scrissero nello stesso anno:
()
La Gran Bretagna infatti seguì ben presto l'esempio austriaco e introdusse la cartolina solo un anno dopo, e così anche la Federazione della Germania settentrionale, insieme agli stati del Württemberg e del Baden; nel 1871 seguirono Svizzera, Lussemburgo, Belgio, Paesi Bassi, Danimarca e Canada. Nel 1871-74 anche Romania, Russia, paesi scandinavi, Spagna, Giappone, Italia, Cile e Francia introdussero il servizio. In Francia già nel 1777 "L'Almanach de la Petite Poste" aveva riferito di un precursore precoce e di breve durata:
"Oggigiorno i biglietti decorati con incisioni vengono spediti per posta come complimenti o auguri nelle occasioni più diverse, con messaggi che chiunque può leggere. Questa nuova invenzione è dell'incisore su rame Demaison ed è molto discussa".
Così fecero gli Stati Uniti, dove il 12 maggio 1873 apparvero le prime cartoline ufficiali con affrancatura di 1 centesimo di dollaro indipendentemente dalla distanza. Tuttavia, già il 27 febbraio 1861 il Congresso degli Stati Uniti aveva autorizzato l'invio di cartoline stampate privatamente con un peso di un'oncia o meno, con una spedizione di un centesimo per distanze di consegna fino a 1500 miglia, e di due centesimi per gli indirizzi più lontani, che fu la primissima autorizzazione ufficiale all'uso delle cartoline in tutto il mondo. Questo fu sfruttato da John P. Charlton di Filadelfia, che aveva le sue cartoline protette da copyright il 17 dicembre 1861, ma nessuna delle sue cartoline stampate venne mai utilizzata. Charlton consentì a Hymen L. Lipman di stampare una seconda serie di cartoline, che portava il nome "Lipman's Postal Card". Il primo timbro postale conosciuto su queste cartoline è del 25 ottobre 1870; il brevetto richiesto da Lipman non fu mai stato concesso.
All'inizio era possibile solo l'uso nazionale delle "carte di corrispondenza", ma con la formazione dell'Unione postale universale, nel 1874, la consegna internazionale divenne presto possibile.

### Sviluppo
Le cartoline con francobollo stampato (meglio chiamate cartoline postali) venivano vendute senza alcuna foto, ma presto i privati iniziarono ad aggiungere le loro foto. Dal 1872 le cartoline prodotte privatamente erano consentite nei paesi europei, e il mittente doveva affrancare con francobolli di valore diverso a seconda delle diverse regioni di indirizzo. Ciò offrì l'opportunità di stampare immagini sulle cartoline, dapprima monocrome, e dalla fine degli anni 1890 in poi a colori e in grandi quantità.

### Controversie
La realizzazione della sua proposta attraverso l'ufficio postale austro-ungarico rese Herrmann una personalità ben nota in Europa, ma in seguito la sua paternità della cartolina fu contestata. Nel parlamento tedesco del Reichstag un presidente del governo dichiarò che il direttore delle poste prussiano Heinrich Stephan (poi nominato "von Stephan") aveva espresso questa idea già nel 1865. Alla quinta conferenza postale tedesca a Karlsruhe, nel novembre 1865, Stephan aveva effettivamente distribuito un memorandum privato con un suggerimento simile:"Il presente modulo di lettera non fornisce la semplicità e la brevità sufficienti per un numero considerevole di messaggi". Stephan, tuttavia, non aveva effettivamente proposto la cartolina, ma un foglio postale delle dimensioni di un modulo di trasferimento di denaro, più rigido della carta da lettere e leggermente più grande della normale busta, con un bollo impresso e disponibile presso tutti gli uffici postali. L'affrancatura prepagata doveva essere un groschen d'argento, che era la normale tariffa di affrancatura tedesca. Poiché ciò non avrebbe significato alcuna riduzione delle spese di spedizione, non sarebbe stata una vera innovazione, ma avrebbe solo semplificato la gestione postale. In effetti, la Germania in seguito non introdusse il foglio postale di Stephan, a causa della sua mancanza di privacy, ma una cartolina postale sul modello austriaco. È tuttavia del tutto possibile che Herrmann abbia sviluppato il suo modello rifacendosi alla proposta di Stephan. Lo stesso Heinrich von Stephan non rivendicò mai la paternità dell'idea della cartolina.

## Collezionista di canti popolari
L'area di interesse abbastanza diversa di Herrmann era nel campo dell'etnologia: era un importante collezionista di canti popolari della Carinzia, lo stato austriaco da cui proveniva.
La città di Vienna ha dedicato una tomba d'onore a Herrmann nel cimitero di Meidling. La lapide dice: "Der Erfinder der Postkarte", cioè: "L'inventore della cartolina postale". Il nome ufficiale era Correspondenz-Karte.

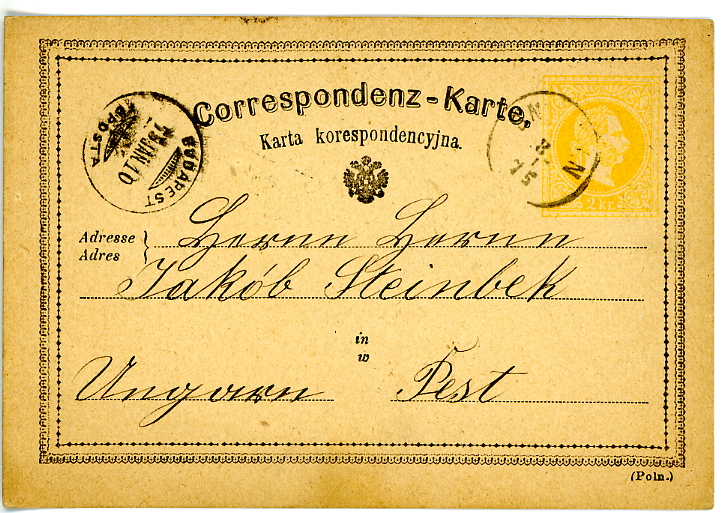
Cartolina postale del 1875 - vedi nomi ufficiali

## Pubblicazioni
- Die Theorie der Versicherung vom wirthschaftlichen Standpunkte, Graz 1868
- Leitfaden der Wirthschaftslehre, Graz 1870
- Miniaturbilder aus dem Gebiete der Wirthschaft, Halle a. S. (Nebert) 1872
- Naturgeschichte der Kleidung, Vienna (Waldheim) 1878
- Cultur und Natur. Studien auf dem Gebiete der Wirthschaft , Berlino 1887
- Technische Fragen und Probleme der Modernen Volkswirtschaft, 1891
- Das Geheimnis der Macht, 2ª edizione, Berlino 1896